# Hostinec U České koruny v Pražském Předměstí
Hostinec U České koruny (U Koruny čp. 292) – dům v Pražském Předměstí, který byl dostavěn v roce 1910 a sloužil nejprve jako hotel a restaurace.

## Stavební popis
Nárožní jednopatrový dům, který prošel řadou přestaveb, takže z původního vzhledu se do dnešní doby nic nezachovalo.

## Historie
Hostinec byl zřízen v roce 1910 Antonínem Žemlou na křižovatce pražské silnice a cesty z Farářství k nádraží, proti Morušovce a vedle továrny na hospodářské stroje J. Beneše. K 1. lednu 1914 se uvolnil hotel U české koruny, protože odešel dlouholetý nájemce A. Dvořák. Antonín Žemla je zmíněn jako majitel objektu ještě v roce 1927. Roku 1931 je dům veden jako pozůstalost a vlastnicí domu je již A. Žemlová.

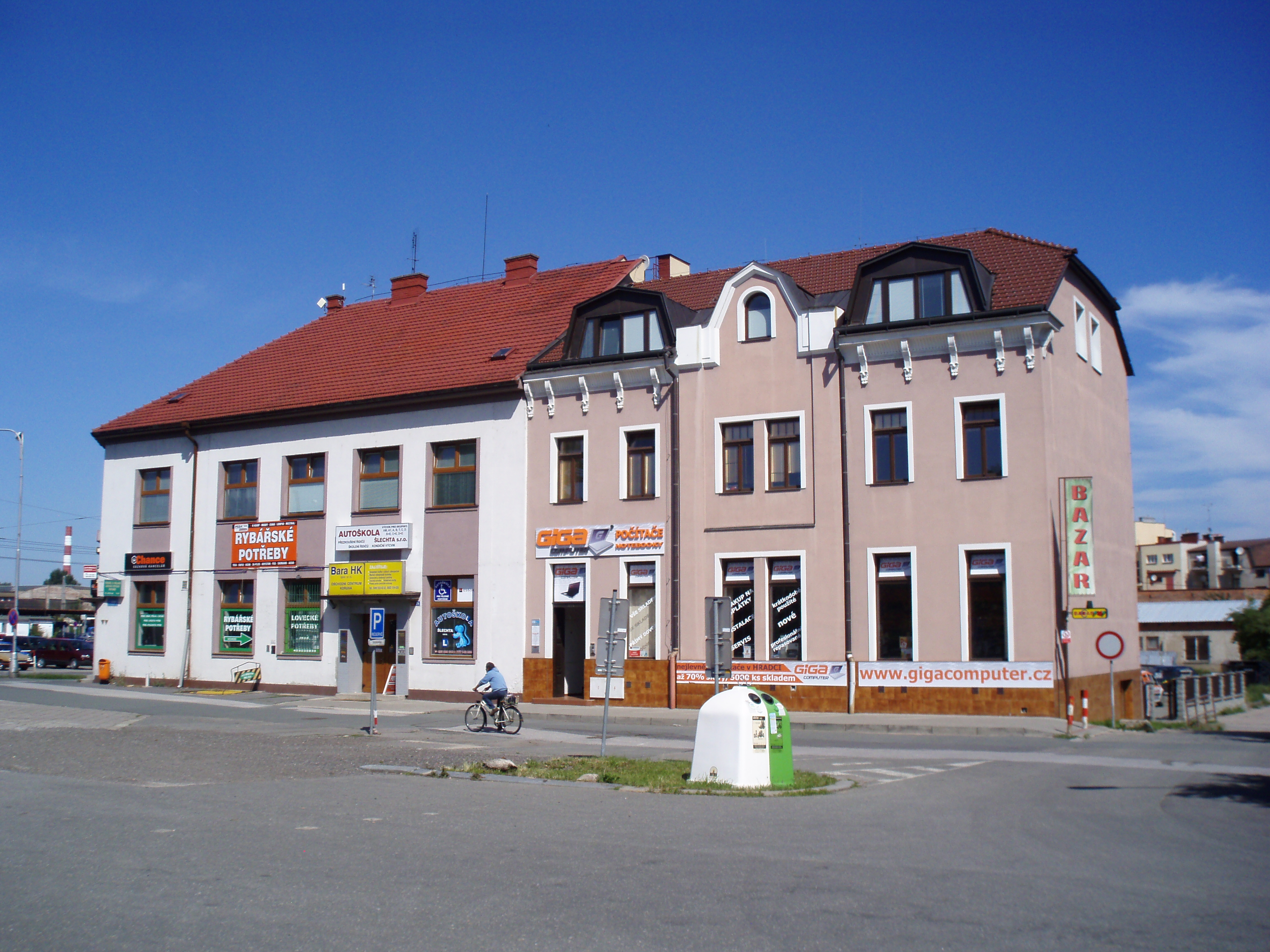
Dnešní vzhled domů čp. 292 a 414

Od 20. let 20. století býval místem schůzí, přednášek i akademií Proletkultu, v sále se konaly plesy místní organizace KSČ v Pražském Předměstí, vzdělávací akce Osvětové komise na Pražském Předměstí a scházeli se zde i místní železniční zřízenci a volnomyšlenkáři. 22. ledna 1921 se ve dvoraně hostince uskutečnil ples Československé živnostensko-obchodnické strany středostavovské. 27. prosince téhož roku zde konaly schůzi komunistické organizace z celého Hradecka. Zúčastnilo se jí na 400 osob. 22. května 1922 byl v hostinci uspořádán komunistický veřejný projev proti nezaměstnanosti. 14. ledna 1923 se zde konala tryzna k výročí zavraždění Karla Liebknechta a Rosy Luxemburgové. Později se komunisté stáhli ke Švagerkům, i když nadále ke svým projevům užívali volné prostranství před hostincem. Roku 1924 byl majitelem rozšířen sál hostince. 21. července 1935 se v sále hostince oslavovalo čtyřicetiletí TJ Sokol v Pražském Předměstí, která byla v tomto objektu ustavena. Ve 30. letech 20. století zde komunisté opět pořádají ve velkém různé veřejné schůze, především proti nebezpečí fašismu. Pro ně byl objekt památný přítomností Klementa Gottwalda a Antonína Zápotockého, kteří zde několikrát vystupovali.
V průběhu let dům změnil svou tvář tak, že je dnes k nepoznání. Stejně tak název se zredukoval na pojmenování Koruna nebo U Koruny. Za komunistického režimu byl znám jako Dům kultury ROH ZVÚ. Tehdy měl obvyklé restaurační vybavení s prostorem pro hudbu, klavírem a velký sál udivoval svojí velikostí. Konaly se zde různé koncerty, divadelní představení, besedy, výstavy, semináře, slavnostní i agitační schůze. 9. září 1975 zde začala fungovat jazyková poradna. O 3 roky později zahájilo činnost 30členné Divadélko dětí. Sídlily tady však i jiné soubory, např. orchestr Akordeon ZK ROH ZVÚ, V roce 1979 byl napojen na centrální rozvod tepla.
Od roku 1998 zde sídlila bezpečnostní agentura BARA HK, s. r. o., s níž je úzce spojena Autoškola Šlechta, s. r. o. a tento objekt je i sídlem Královéhradeckého KS ledního hokeje. Společnost ENDL + K, a. s. v objektu naopak v roce 2011 otevřela nonstop hernu a bar Boston.